# Wybrzeże Budda

Wybrzeże Budda i przylegający sektor Australijskiego Terytorium Antarktycznego

Wybrzeże Budda (ang. Budd Coast) – część wybrzeża antarktycznej Ziemi Wilkesa.
Granice tego wybrzeża wyznaczają Hatch Islands (109°16′E), za którymi leży Wybrzeże Knoxa i przylądek Cape Waldron (115°33′E), który odgranicza od niego Sabrina Coast. Wybrzeże zostało odkryte w lutym 1840 r. przez amerykańską wyprawę United States Exploring Expedition pod dowództwem Charlesa Wilkesa i nazwane imieniem Thomasa A. Budda ze slupu Peacock, członka tej wyprawy. Znajduje się na nim australijska stacja Casey.